# 밀로돈
밀로돈(Mylodon)은 플라이스토세 초기부터 후기까지 남아메리카에서 서식했던 땅늘보이다. 속명의 뜻은 그리스어로 '평화로운 이빨(ειρηνικός δόντια)'을 뜻한다.

## 특징

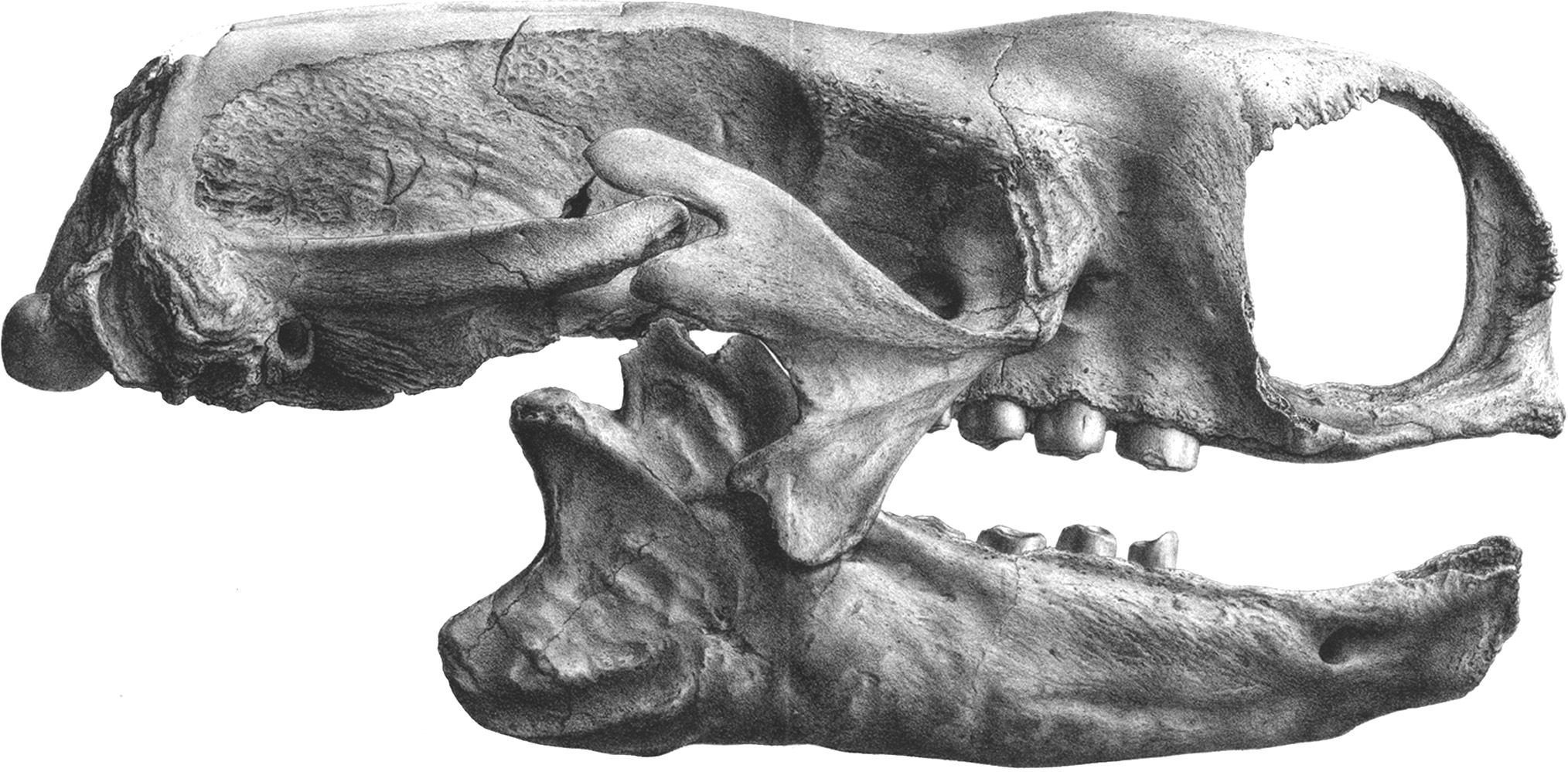
밀로돈의 두개골

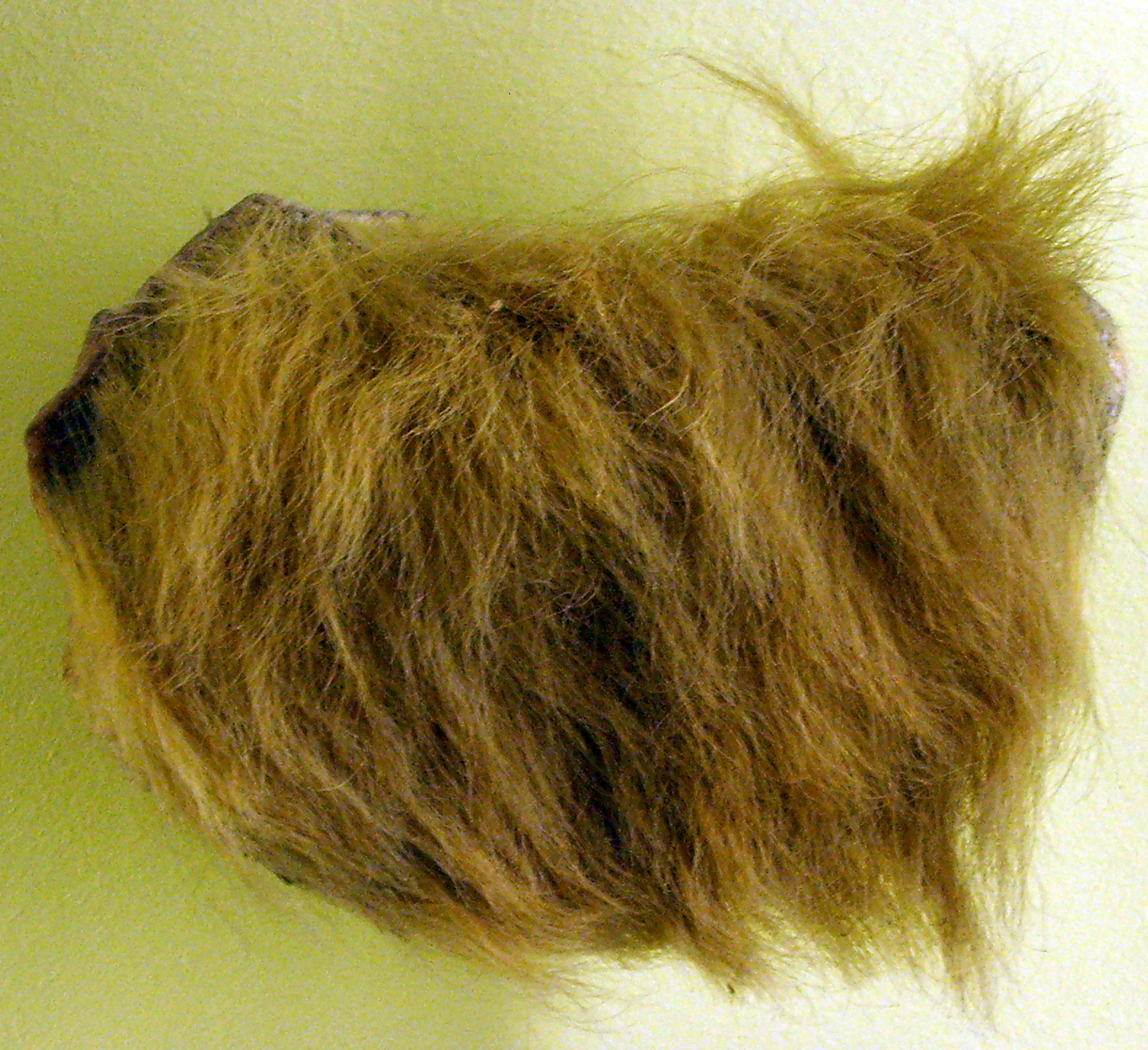
밀로돈의 털

몸길이는 3 ~ 4 미터 (120 ~ 160 in)이고, 몸무게는 최대 2톤(약 4,400파운드)에 달하며 두개골은 길고 좁은 형태였다. 특히 밀로돈은 가죽, 털, 배설물이 모두 발견되었는데, 밀로돈이 발견된 동굴의 온도가 평소에 매우 낮았기에 보존될 수 있었던 것으로 추측된다. 메가테리움과 마찬가지로 가죽 속에 골질 구조가 두정갑처럼 구성되어 있어 포식자가 밀로돈을 사냥하는 것은 매우 어려웠을 것으로 추측된다.